# Palais Riso
Le palais Riso, ou RISO, Museo d'Arte Contemporanea della Sicilia (RISO, musée d'Art contemporain de la Sicile, également connu sous le nom de palais Belmonte Riso), est un musée d'art contemporain régional situé sur l'ancien Corso Vittorio Emanuele, à Palerme, en Sicile.

## Histoire et architecture
Le palais Riso a été construit à la fin du XVIIIe siècle et achevé en 1784.
Conçu par Giuseppe Venanzio Marvuglia à la fin du baroque sicilien, l'architecture du palais est un exemple du passage au néoclassicisme.
En 1841, le baron Riso devient propriétaire de l'édifice du prince de Belmonte.
Le portail du palais est surmonté du blason de la famille Riso, sculpté en marbre par Ignazio Marabitti.
Au cours de la Seconde Guerre mondiale le bâtiment a été endommagé par les bombardements.
Restauré à partir des années 1990, il est devenu un musée d'art contemporain depuis 2008.

## Le musée
Depuis 2008, le Palazzo Riso est le siège du Musée d'Art Contemporain de la Sicile, l'un des musées les plus importants dans la région.
Les collections du musée recueillent des œuvres d'artistes contemporains, y compris Andrea Di Marco, Alessandro Bazan, Giovanni Anselmo, Emilio Isgrò (it), Domenico Mangano, Antonio Sanfilippo (it), Carla Accardi, Christian Boltanski, Croce Taravella (it), Francesco De Grandi (it), Francesco Simeti, Fulvio Di Piazza, Giulia Piscitelli, Laboratorio Saccardi (it), Luca Vitone (it), Paola Pivi, Pietro Consagra, Richard Long et Salvo (it).